# Cuevas de Arcy-sur-Cure

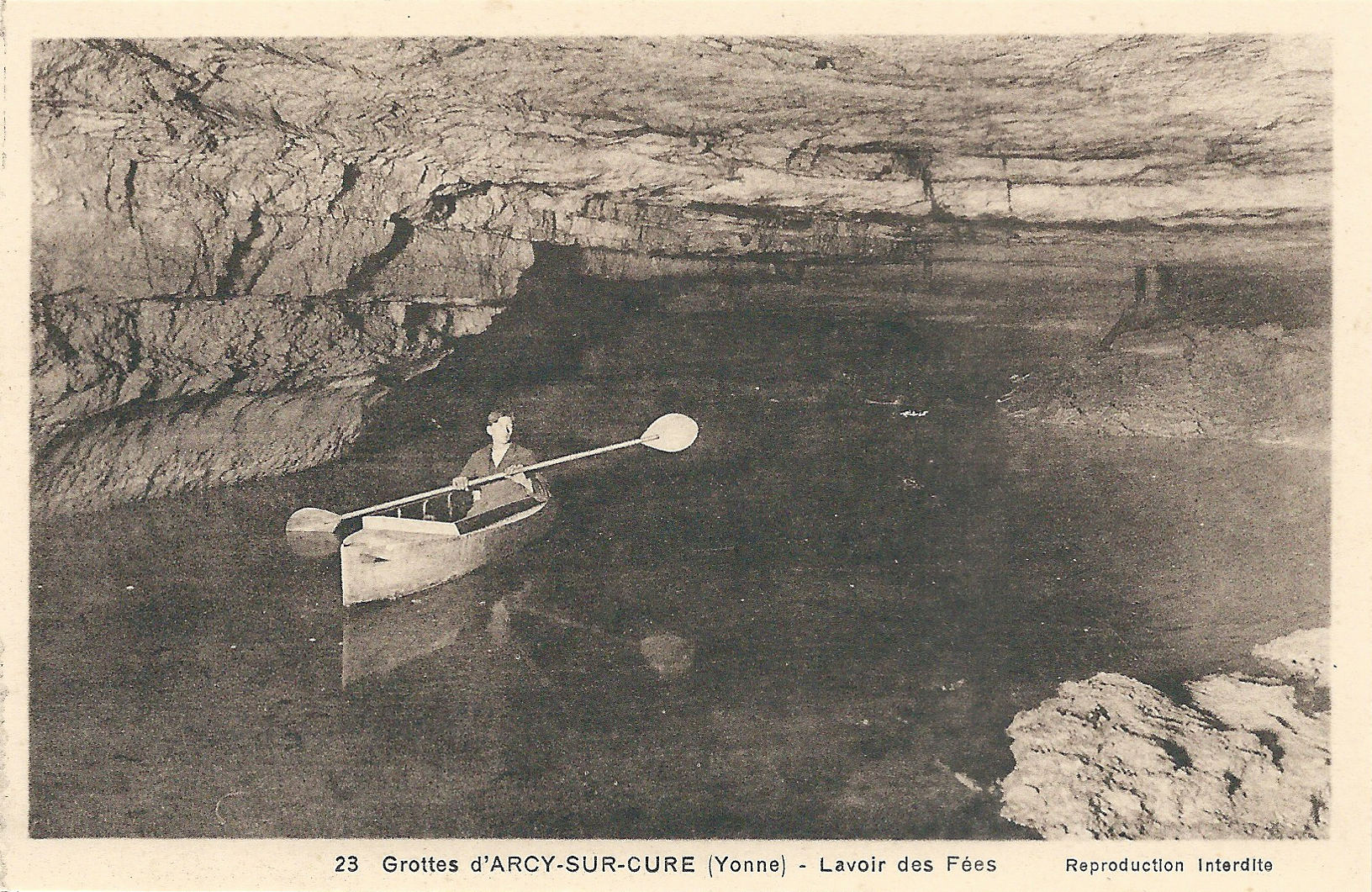
Lago en la cueva de las peregrinacionesVista

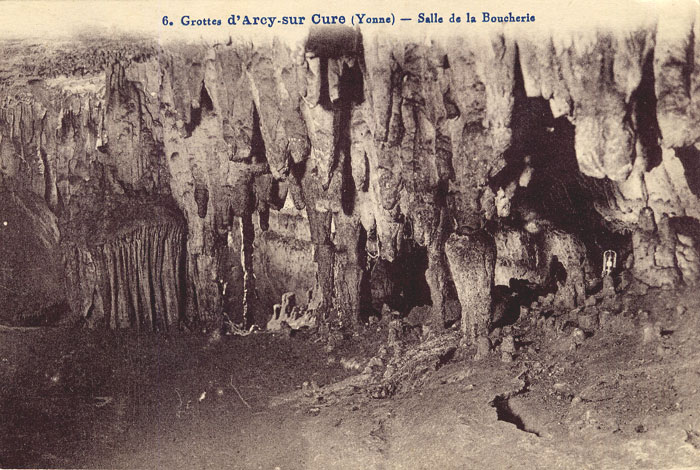

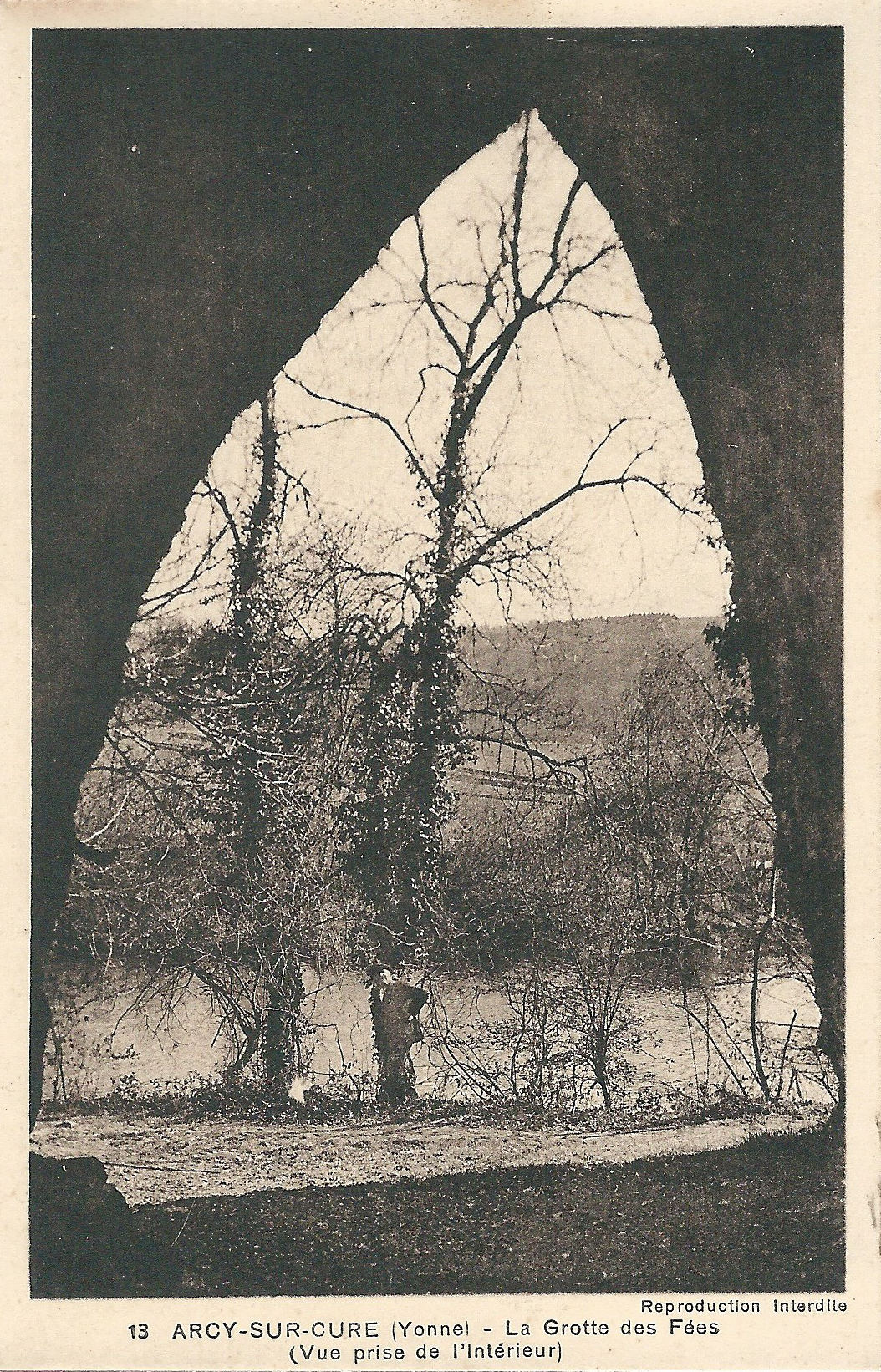
Vista de la entrada de la cueva de las peregrinaciones

Las cuevas de Arcy-sur-Cure son una serie de cuevas ubicadas en el municipio de Arcy-sur-Cure, Borgoña, Francia. Algunas de ellas contenían artefactos arqueológicos, desde la época musteriense hasta la galorromana.
Algunas conservan un arte parietal notable, el segundo ejemplo más antiguo conocido en la actualidad, sólo después de los de la cueva de Chauvet. Otra característica notable de estas cuevas es la elevada presencia de polen, muestras de muchos niveles arqueológicos ya determinados y consistentes.
Entre 1947 y 1963 fueron buscadas por los prehistoriadores franceses Arlette y André Leroi-Gourhan. Catalogado como monumento histórico (Monumento patrimonial) en 1992,  están estas cuevas parcialmente abiertos al público.

## Ubicación y descripción
Arcy-sur-Cure está 30 km al sureste de Auxerre, en el departamento de Yonne. Las cuevas están 1.3 km al sur de Arcy-sur-Cure, en la margen izquierda del río Cure. En este lugar, el río ha serpenteado a través del sustrato de piedra caliza de coral, creando un valle bordeado por crestas que se elevan 125 m desde el actual lecho del río. Las cuevas están en un meandro y en el lado exterior del mismo donde el flujo es más fuerte. La mayoría de ellas están orientados al sur, con las más occidentales ligeramente viendo hacia el sureste. En ese lugar el valle erosionado muestra laderas muy escarpadas, en algunas partes semejantes a acantilados. Varias cuevas se distribuyen a lo largo de unos 800 m del lado del valle, en varios niveles.
Siguiendo a sus habitantes de la cultura del Paleolítico Inferior en el Pleistoceno, las cuevas han dado cobijo a neandertales del Paleolítico Medio (Mousteriense y Châtelperroniense); aquellos han dejado atrás chozas circulares sostenidas por colmillos de mamut. Le siguieron los humanos modernos, con auriñacienses, gravetianos, proto- solutreanos y magdalenienses. En general, las cuevas estuvieron habitadas hasta la Edad Media. 
Son propiedad privada del Sr. Gabriel de la Varende, quien permite y ha apoyado activamente la investigación arqueológica desde el principio.
Originalmente abierta en ambos extremos, el derrumbe del suelo cerró una de las cuevas cuando el flujo de agua subterránea disminuyó drásticamente. Esta cueva ahora termina con cuencas a nivel del suelo formadas por depósitos de piedra caliza dejados por el agua.
Hay varios lagos.

### Lista de cuevas y refugios
En ese recodo del río se agrupan quince cavidades a diversas alturas y de diversas ubicaciones, tamaños y contenidos:
- Gran cueva
- fr
- Cueva del caballo, cerca de 60 m de largo.
- Cueva de la hiena.
- Cueva del trilobite; la más de entre las cuevas del sitio. Se abre entre las cuevas de la hiena y la del oso; su entrada está enmarcada por dos muros de piedra natural. Su nombre viene de los fósiles de trilobite hallados por el doctor Ficatier de Auxerre.
- Cueva del oso (grotte de l'Ours)
- Cueva del reno (grotte du Renne)
  - Galería de Schoepflin (galerie de Schoepflin)
- Cueva del bisonte (grotte du Bison)
- Cueva del lobo (grotte du Loup)
- Cueva del león (grotte du Lion)
- Cueva de las hadas
- Cueva de los dos flujos (grotte des Deux Cours)
- Refigio pequeño, refugio grande (Petit abri, Grand abri)
- Cueva de los barrancos (grotte des Goulettes)

## Arte parietal
Las pinturas parietales prehistóricas fueron descubiertas por Pierre Guilloré en abril de 1990 en la Gran cueva, protegidas por una fina capa de sedimentos de cal/calcita que las ocultaban a la vista.  Pero los grabados de animales (entre los que se encuentran varios mamuts en la cueva del Caballo) se registran a más tardar en 1946. 
Desafortunadamente, algunas de las pinturas fueron destruidas por limpiezas periódicas de las paredes de la cueva con chorros de agua a alta presión entre 1976 y 1990.  En ese momento nadie pensó que bajo la capa de humo negro -al menos parte del mismo procedente de las antorchas llevadas durante las visitas de siglos pasados-, podrían existir pinturas prehistóricas bajo una fina capa de sedimentos calcáreos que las ocultaban a la vista.
Realizado en paredes en cuevas de habitaciones ubicadas 300 a 500 m de la entrada, las pinturas tienen una antigüedad de 28.000 años, en lo que respecta a la más antigua, según medidas de datación por radiocarbono sobre restos de carbón descubiertos en estas salas de cuevas en los estratos correspondientes. Así, son las segundas más antiguas después de la cueva de Chauvet (31.000 años), muy por delante de las de Lascaux (15.000 a 18.000 años); pero no pueden compararse con estas últimos en su cantidad, ya que hasta el momento sólo se han encontrado 160 pinturas, contra más de 400 en la cueva de Chauvet y alrededor de 1.900 en la de Lascaux.
Las pinturas fueron ejecutadas con ocre y carboncillo. Se encuentran allí al mismo tiempo algunas manos de hombres, mujeres y niños, y algunas representaciones de animales.
Las manos son 'manos negativas': están representadas por contornos y no por su superficie. Se sabe precisamente hoy que al menos una mano fue dibujada con algo de ocre con la ayuda de una pipeta.
Para representar a los animales, los primeros Homo sapiens europeos a menudo elegían partes de las paredes cuyo relieve, bajo la luz parpadeante de las antorchas, aparecía como formas que recordaban la anatomía de los animales, como los ojos o las astas de grandes ciervos. Luego usaron la pintura con moderación, dibujando solo los elementos que no mostraba el relieve. En general, solo se representaban los contornos de los animales, y el interior se dejaba completamente en blanco.
Los pies de los animales suelen estar abiertos, un rasgo que es característico de estas cuevas. Por lo general, se representan con una pierna en la parte delantera y una pierna en la parte trasera. Entre las pinturas más interesantes, se encuentra un mamut completamente dibujado y un ciervo prehistórico cuyas astas podían llegar a medir 4 metros de altura (Megaloceros giganteus ), representado parcialmente mediante relieves en la pared. Otros animales también aparecen entre las pinturas, como el oso y el rinoceronte lanudo.

### Espeleotemas y depósitos de calcita
Las partes más bajas de las cuevas se llenan regularmente de agua. Se encuentran allí estalagmitas, estalactitas, columnas, cortinajes y el cuarto de la Virgen.
Uno de los lagos muestra un fenómeno notable de depósito de piedra caliza que cubre la superficie del agua, cae al fondo y periódicamente vuelve a la superficie. Este fenómeno aún no se comprende bien, pero no parece que se deba directamente a las bacterias. Algunas partes de este fenómeno son similares a balsas de calcita.
Las estalactitas crecen a un ritmo notable de alrededor de 1 cm cada 100 años. 
Figuras grabadas en algunas paredes están a la vista, totalmente intactas por depósitos de calcita; mientras que dichos depósitos pueden aparecer a solo pulgadas de distancia de los grabados en algunos casos. Cuando existen, estos depósitos de pared crecen muy rápidamente. La cueva del Caballo es típica de tal comportamiento. 

## Fauna
Las cuevas albergan al menos cinco especies de murciélagos. Alejados por las visitas a la cueva principal, se les proporcionó un nuevo refugio. El acceso ha sido cerrado a los visitantes.

## Historia

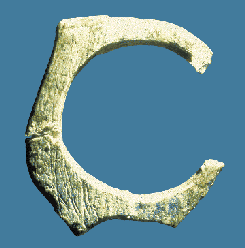
Hueso chatelperroniense usado como cogante (32 mm e ancho)

Las excavaciones comenzaron a mediados del siglo XIX en la cueva de las Hadas con su entonces propietario el marqués de Vibraye. En su estela, el abate Parat estudió las principales secuencias estratigráficas de las cuevas y las de Saint-Moré 1500 m río arriba. Luego, a partir de 1946, el profesor Leroy-Gourhan y su equipo trabajaron en la cueva de las hienas, la cueva de los renos, la cueva de los bisontes y la cueva de Lagopede. 
Excavadas por el río Cure en un macizo calizo del Mesozoico (era secundaria), las cuevas fueron utilizadas como refugio por el hombre desde hace al menos 200.000 años. Los vestigios más antiguos de presencia humana fueron herramientas de piedra encontradas en el fondo de la cueva de la Hiena (grotte de la Hyène ), de los neandertales durante el Musteriense (Paleolítico Medio, la parte media de la Edad de Piedra Antigua europea). Estos iban acompañados de huesos de hipopótamo, castor y tortuga terrestre.
Siguiendo la línea de tiempo, el siguiente estrato es contemporáneo a la glaciación Riss en la región de los Alpes (correspondiente al Illinoiense en América) y contiene pocos artefactos, aún en la misma cueva de la Hiena. La edad de hielo de Riss estuvo marcada por dos glaciaciones y un episodio interglacial en el medio. Durante este interglacial Riss-Würm, el río inundó la cueva de la Hiena pero no de forma continua: se encontraron restos de hábitat humano en el 2,5 m (8,2 pies) gruesa capa de depósitos que dejó atrás. Se cree que la arena presente en la cueva de los renos (grotte du Renne) se depositó en el mismo período.
En estas dos cuevas, las siguientes capas (más recientes) (Würm etapa 1) son ricas en artefactos musterienses; algunos restos humanos, en particular parte de un maxilar y una parte de la mandíbula, se han encontrado en los primeros depósitos de esa etapa.
Después de esa primera capa de la etapa 1 de Würm vino un período de mucha humedad y de inundaciones; la palanca del río subió varios metros. Las cuevas inferiores se inundaron y las superiores se erosionaron. En ese período, algo de agua se filtró a través del techo de las cuevas, drenando con ella algunos sedimentos más antiguos y trayendo algunas anomalías en la serie de análisis de polen. Así, se encontraron algunos pólenes (esencialmente pólenes de helechos tropicales) de la era Secundaria entre dos capas musterienses. Este fenómeno también se ha encontrado en algunos lugares del suroeste de Francia y en Provenza .
A este período muy húmedo le sigue un elevado número de estratos musterienses, en particular en la cueva de los renos, la cueva de los bisontes y la galería de Schoepflin que las prolonga 30 metros. 
La cueva de los renos (grotte du Renne) alberga la colección chatelperroniana más rica conocida hasta la fecha, especialmente famosa por sus trabajos en hueso y marfil. 

## Alrededores
1500 m río arriba, en el margen derecho del Cure, está el yacimiento Cora. Este campamento de 25 hectáreas fue poblado aproximadamente 6,000 atrás (el neolítico, seguido de una fortificada villa gala y después de un fuerte galo-romano)está al lado de otra serie de cuevas similares a la de Arcy-sur-Cure, las cuales fueron ocupadas hace más de 200,000 años en una situación similar (caliza coralina, ribera alta, lado cóncavo de un meandro),
la fuente de Saint-Moré (Saint-Moré spring), sarcófagos merovingios y una villa romana. 
La fuente de Saint-Moré fue por mucho tiempo considerada sacra y protagonizó bastantes prosesiones, peregrinajes y súplicas.
La Vía Agrippa de Lyon a Boulogne-sur-Mer pasó 1 km al oeste de las cuevas, cruzando el río Cure en el vado de Noère (gué Noère, nombre que significa "vado negro" en francés local) en Saint-Moré.  Se han instalado tres caminos de descubrimiento  en el campamento de Cora (acceso gratuito), equipados con paneles de información histórica sobre el fuerte galo-romano que custodiaba el paso de vía Agrippa. 
El sendero GR núm. 13 (fr) pasa justo en la cima de los acantilados en el mismo lado del río que las cuevas de Arcy-sur-Cure, uniendo Fontainebleau (Seine-et-Marne, región de Île-de-France) a Bourbon-Lancy (Saône-et-Loire, suroeste de la región de Borgoña).